# Piprite verdin
Piprites chloris
Espèce
Statut de conservation UICN

 LC  : Préoccupation mineure
Le Piprite verdin (Piprites chloris) est une espèce de passereau de la famille des Tyrannidae.

## Habitat
Cette espèce habite les forêts humides tropicales et subtropicales.

## Répartition et sous-espèces
Selon la classification de référence du Congrès ornithologique international (14.2, 2025) il se répartit en 7 sous-espèces :
- Piprites chloris antioquiae Chapman, 1924 — Colombie ;
- Piprites chloris perijana Phelps & Phelps Jr, 1949 —  serranía de Perijá ;
- Piprites chloris tschudii (Cabanis, 1874 — ouest de l'Amazonie ;
- Piprites chloris chlorion (Cabanis, 1847)  — plateau des Guyanes ;
- Piprites chloris grisescens Novaes, 1964 — Pará ;
- Piprites chloris boliviana Chapman, 1924 — sud-ouest de l'Amazonie ;
- Piprites chloris chloris (Temminck, 1822) — sud de la forêt atlantique ;